# Knittelfeld
Knittelfeld est une commune autrichienne du district de Murtal en Styrie.

## Personnalités
- Herbert Wadsack (1912-2004),  bibliothécaire et écrivain autrichien, est né à Knittelfeld.